# Disco protoplanetario

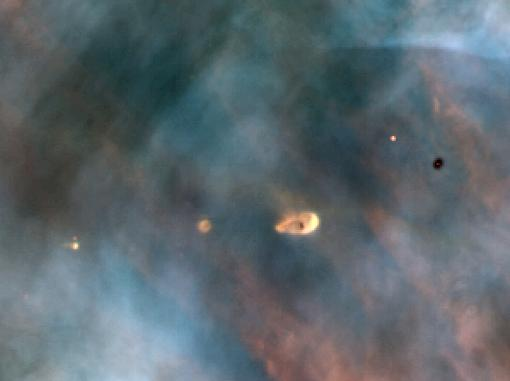
Un disco protoplanetario nella Nebulosa di Orione.

Un disco protoplanetario è una struttura discoidale di gas e polveri in orbita attorno a una stella o, più spesso, a una protostella. I dischi protoplanetari raggiungono dimensioni che vanno da qualche decina di unità astronomiche (U.A.) sino ad arrivare a 1000 U.A., con temperature che variano tra le decine di kelvin nelle zone più esterne sul piano dell'orbita del disco sino al migliaio di kelvin nelle parti più interne e superficiali dello stesso. I dischi protoplanetari sono il luogo di formazione dei sistemi planetari.

## Formazione ed evoluzione

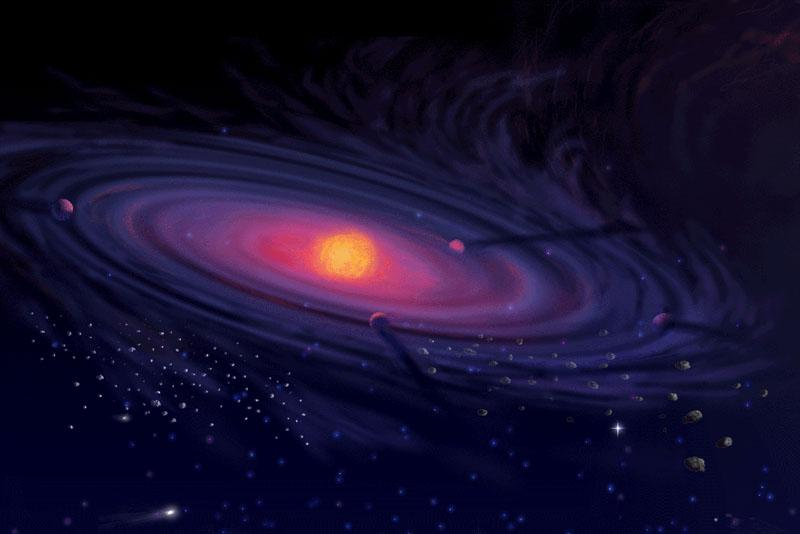
Rappresentazione artistica di un disco protoplanetario.

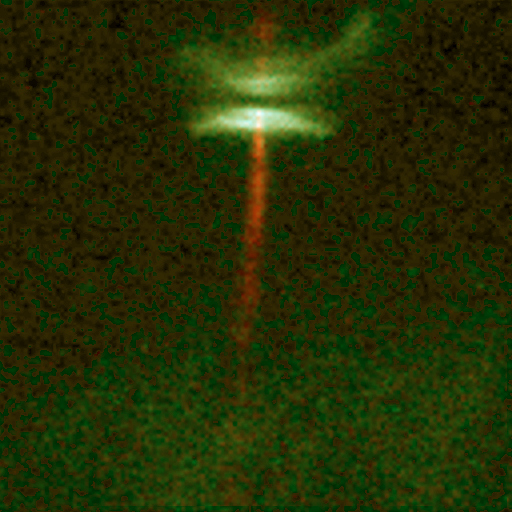
Il disco protoplanetario dell'oggetto di Herbig-Haro HH 30 nel Toro, distante 450 a.l. dal sistema solare. Dal disco si propaga un flusso molecolare bipolare, una struttura comune in simili formazioni.

Le protostelle si formano tipicamente da una nube molecolare, che consiste principalmente di idrogeno molecolare. Quando una di queste nubi raggiunge una massa, densità e dimensioni critiche che soddisfino i criteri dell'instabilità di Jeans, comincia a collassare sotto l'azione della sua stessa forza di gravità. Mentre la nube si contrae, la conservazione del momento angolare fa sì che i movimenti casuali presenti nella nube diventino una rotazione coerente; la forza centrifuga generata dalla rotazione fa assumere alla nube l'aspetto di un disco. Il collasso iniziale dura all'incirca 100 000 anni, in seguito ai quali la superficie della protostella raggiunge una temperatura simile a quella delle stelle di sequenza principale (stelle nane) della stessa massa e diventa visibile: la stella passa alla fase T Tauri.
Nelle prime fasi di assestamento, la stella subisce episodi di accrescimento frequenti e vigorosi, etichettati come fase FU Orionis. Quando il ritmo di accrescimento di materia dal disco sulla stella comincia a diminuire, la radiazione di alta energia della stella risulta essere la causa dei processi di riscaldamento più efficienti negli strati immediatamente interni e nell'atmosfera del disco. L'assorbimento di questa radiazione, in particolare raggi UV e X, causa infatti la fotoevaporazione del disco, che nel giro di qualche milione di anni verrà completamente dissipato. Il disco protoplanetario più vecchio conosciuto ha un'età stimata di 25 milioni di anni. Di recente sono stati individuati dischi più antichi: ad essi è stato dato il nome di dischi "Peter Pan". L'innesco nel nucleo della stella delle reazioni di fusione nucleare dell'idrogeno in elio, segneranno il raggiungimento della sequenza principale

## Dischi protoplanetari degni di nota
Alcuni dischi protoplanetari sono stati osservati intorno a delle giovani stelle nella nostra galassia. Recenti osservazioni eseguite dal telescopio spaziale Hubble hanno mostrato diversi proplyd attorno a stelle in formazione nella Nebulosa di Orione.
Gli astronomi hanno scoperto dei vasti dischi di materia, che anch'essi potrebbero essere dei dischi protoplanetari intorno alle stelle Vega, Alphecca e Fomalhaut (attorno alla quale orbita il pianeta Fomalhaut b), tutte e tre molto vicine al nostro Sole. Il disco protoplanetario intorno a RZ Piscium, presumibilmente prodotto dalla frantumazione di precedenti pianeti nel sistema, è tale da variare di un fattore dieci la propria luminosità.

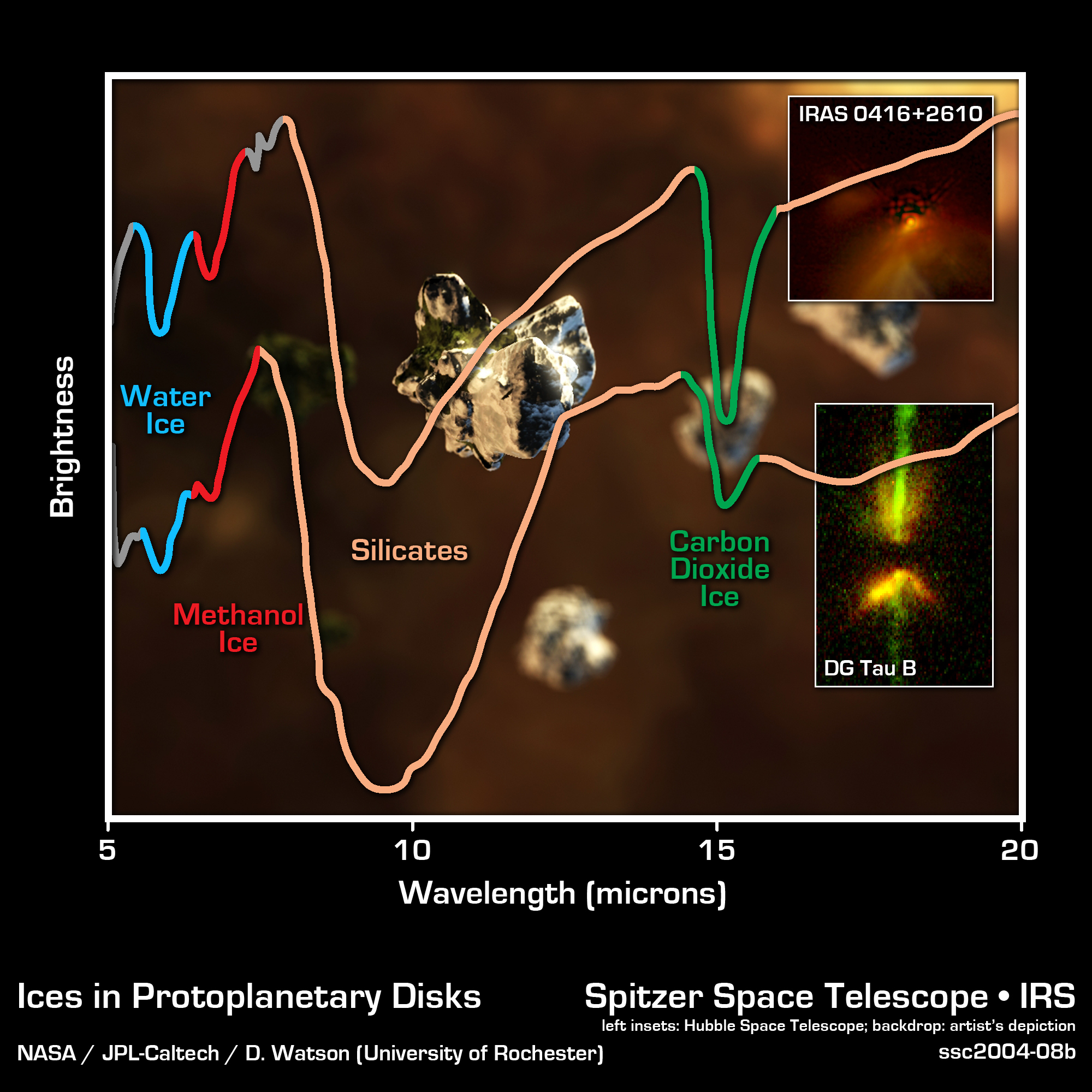
Diagramma che mostra la composizione di due dischi protoplanetari. (SST, NASA)

## Presenza di acqua
L'acqua è l'unica sostanza conosciuta che è stata trovata sia allo stato solido (ghiaccio) sia gassoso in grandi quantità nei dischi planetari. In base alle loro relative proporzioni si possono stabilire le caratteristiche fisiche di una nebulosa e lo stadio del processo formativo dei pianeti. Il disco protoplanetario tipico è caratterizzato dal predominio di acqua allo stato gassoso al centro e da ghiaccio nell'area compresa tra il centro e la circonferenza del disco.
Oltre all'acqua, negli spettri infrarossi di alcuni dischi protoplanetari è stata rilevata la presenza di ghiaccio di metanolo, ghiaccio di anidride carbonica e silicati, probabilmente come l'olivina.